# Coprophanaeus telamon
Coprophanaeus telamon là một loài bọ cánh cứng trong họ Bọ hung (Scarabaeidae).